# Estación de Colonia Güell
Colonia Güell es un apeadero ferroviario situado cerca de la colonia industrial homónima, conocida por la Cripta de Gaudí en el municipio español de Santa Coloma de Cervelló, en la provincia de Barcelona, comunidad autónoma de Cataluña. La estación se encuentra en la línea Llobregat-Anoia de Ferrocarriles de la Generalidad de Cataluña por donde circulan trenes de las líneas S3, S4, S8 y S9.
Entró en servicio el 13 de febrero de 2000 con la nueva variante entre San Baudilio y Santa Coloma de Cervelló.

## Situación ferroviaria
La estación se encuentra en el pk 10,6  de la línea férrea de ancho métrico que une Magoria con Martorell y Manresa a 13 metros de altitud.